# Линнанмяки
Ли́ннанмяки (фин. Linnanmäki, швед. Borgbacken; буквальный перевод на русский Замковый холм) — парк развлечений, расположенный в Финляндии в городе Хельсинки. Парк был открыт 27 мая 1950 года и принадлежит некоммерческой организации Lasten Päivän Säätiö (Фонд Дня Защиты Детей). На территории парка Линнанмяки расположено 43 различных аттракциона, рассчитанных на разный возраст и рост. В парке есть и другие развлечения и услуги, например игры и игровые аппараты, рестораны, киоски, магазины и открытая сцена. В летнее время на открытой сцене выступают популярные исполнители.
В 2007 году парк посетило 1,2 миллиона гостей, а сбор в 2015 году составил 4,1 млн евро. Сегодня Линнанмяки – это крупнейший по количеству аттракционов парк развлечений в Северной Европе. Он стал важным социальным проектом, созданным по инициативе фонда «День Защиты Детей». Прибыль, получаемая Линнанмяки, расходуется на благотворительные нужды.

## Аттракционы и развлечения
В настоящее время в парке Линнанмяки находится 43 аттракциона, наряду с другими достопримечательностями. Один из самых известных аттракционов Линнанмяки — деревянные американские горки Vuoristorata. Это наиболее узнаваемый символ парка, и один из первых аттракционов, установленных в парке. Старейший аттракцион в Линнанмяки — это «Карусель» (Karuselli), построенная в 1896 году.
В Линнанмяки есть множество экстремальных аттракционов, таких как, Raketti («Ракета») (старое название Space Shot — «Полет в Космос»), представляющая собой башню свободного падения с пневматическим механизмом, построенную в 1999 году компанией S&S Power. В парке расположены различные американские горки — Tulireki («Огненные сани»), Linnunrata («Млечный путь» — крытые американские горки с космической тематикой), Pikajuna («Скорый поезд») и первый в Финляндии рафтинг-трек «Vonkaputous» («С Горок в Воду»).
Вход в парк аттракционов и на смотровую башню Panoraama бесплатный. Для того, чтобы прокатиться на аттракционах, необходимо приобрести разовый билет на аттракцион или специальный контрольный браслет. Многие аттракционы имеют ограничение по росту. Взрослые, сопровождающие ребёнка с контрольным браслетом на аттракцион для детей ниже 100 см, могут кататься на тех же аттракционах бесплатно.
На территории парка построен океанариум Sea life, где можно увидеть обитателей глубин тропических морей и океанов, собранных со всего мира. В парке также находится театр Peacock Teatteri, знаменитый своими музыкальными представлениями.
В 2007 году в парке были построены новые американские горки Kirnu. Это модель «Zacspin» известной швейцарской фирмы Intamin. Другие изменения, произошедшие в 2007 году — это перенос классического аттракциона «Автодром» (Autorata) на новую площадку рядом с колесом обозрения. В 2008 году в Линнанмяки были запущены новые американские горки Salama («Молния»), компании Maurer Söhne, которая специализируется на аттракционах с вращающимися кабинками.
В 2010 году парк Линнанмяки отпраздновал своё 60-летие.
27 мая 2011 года были запущены новые американские горки Ukko («Повелитель неба»).